# Área metropolitana de Villavicencio
El Área metropolitana de Villavicencio es una conurbación colombiana no oficialmente constituida, pero existente de facto; integrada por su municipio principal Villavicencio, y por los municipios periféricos a este Acacías, Guamal, Restrepo y Cumaral, pertenecientes todos al departamento del Meta. Su núcleo económico y político es también el municipio de Villavicencio.

## Integración del área metropolitana
Si bien el área aún no está configurada legalmente, está reconocida por el gobierno colombiano. La integrarían los siguientes municipios:
| Villavicencio                              | 1.338 | 558.299 |
| Acacías                                    | 1.129 | 94.017  |
| Cumaral                                    | 580   | 23.743  |
| Restrepo                                   | 434   | 19.099  |
| Guamal                                     | 785   | 14.807  |
| Total                                      | 4.266 | 709.965 |
| Estimación para 2021 realizado por el DANE |       |         |